# カーラ・デルヴィーニュ
カーラ・デルヴィーニュ（Cara Delevingne [ˈkɑːrə ˌdɛləˈviːn], 1992年8月12日 - ）は、イギリスの女性ファッションモデル、ソーシャライト、女優、歌手。

## 生い立ち
貴族の名家の血統を引いている。祖父はイングリッシュ・ヘリテッジの会長で、ロイヤル・ヴィクトリア勲章コマンダーのサー・ジョスリン・スティーヴィンス。祖母はマーガレット王女の女官のJanie Sheffield。
曾祖父にはChief Secretary for Ireland（アイルランド担当大臣）やSecretary for Overseas Trade（海外貿易大臣）を務めた初代子爵Hamar Greenwood、高祖父の準男爵 Faudel-Phillips家からは２名のロンドン市長を輩出している。
三人姉妹の末っ子で、長姉のクロエはソーシャライト、次姉のポピーもソーシャライトそしてファッションモデルである。

## 人物
- 現代におけるIt girl『イット・ガール』の代表格として、また近年の世界的な『太眉ブーム』の火付け役としても知られており、トレンドが変わったことで、若き日の細眉ブームに乗じたことを悔やむ女性を急増させたとされる[1]。
- シャネルのデザイナー・故カール・ラガーフェルドのお気に入りのモデルであり友人でもあった。遺作となったシャネルの2019/20年秋冬プレタポルテコレクションにも参加。会場が1分間の黙とうをささげ、ラガーフェルドの肉声が場内に流れた後、デルヴィーニュがモデルたちの中央に登場しラガーフェルド最後のファッションショーがスタートした[2][3]。
- インスタグラムのフォロワー数は2019年7月現在4200万人を超えている[4]。

　フェミニストである。自身のジェンダーについては、バイセクシュアルとパンセクシュアルであることをカミングアウトしており、また ジェンダーフルイド、あるいはクィアであることも公表している。

## キャリア

### モデル
2011年、バーバリーのキャンペーンに登場。当初は他のメゾンのランウェイには登場しなかったが、徐々に活動の幅を広げ、シャネル、ディオール、イヴ・サン・ローラン、マーク・ジェイコブス、バルマン、タグ・ホイヤー、ジミーチュウ、MANGO、アルマーニ・エクスチェンジ、プーマ、RIMMEL、H&Mなどのキャンペーンに広告塔として起用されたほか、ルイ・ヴィトン、ジバンシィ、フェンディ、ドルチェ＆ガッバーナ、オフホワイト、オスカー・デ・ラ・レンタ、ステラ・マッカートニー、ヴィクトリアズ・シークレットなど多数のランウェイを歩いている。
2013年、ZOZOTOWNを運営するスタートトゥデイが展開する女性向けファッションECサイト「LA BOO（ラブー）」のCMを撮影。そのメイキング映像では、「ふなっしーロンドンプロジェクト」でイギリスを訪問したマスコットキャラクター、ふなっしーと共演している。
2012年と2014年に、ブリティッシュ・ファッション・アワードのモデル・オブ・ザ・イヤーに選ばれている。

### 俳優
映画『 アンナ・カレーニナ』（2012）で俳優デビューして以降、継続的に出演している。
2015年5月には歌手テイラー・スウィフトのミュージックビデオ「Bad Blood」に Mother Chucker 役で出演している。

### 音楽
歌とギターとドラムスを得意とする。ドラムの腕は2013年に初披露。
また、ウィル・ハードと、クランカラッセルの「ソネッタンス（サン・ドント・シャイン）」のアコースティック・バージョンで共演。

### ゲーム
『グランド・セフト・オートV』(2013)架空のラジオ局「Non-Stop-Pop FM」のDJを務める。
『コール オブ デューティ ブラックオプス3』(2015)ライブアクショントレーラーで女性兵士役として出演。

## 私生活
2019年6月、アシュレイ・ベンソンとの交際を正式に公表したが、2020年4月に破局した。

## フィルモグラフィ

### 映画
| 公開年 | 邦題 原題                                                                 | 役名                                | 備考           | 吹き替え   |
| ------ | ------------------------------------------------------------------------- | ----------------------------------- | -------------- | ---------- |
| 2012   | アンナ・カレーニナ Anna Karenina                                          | ソロキナ嬢                          |                |            |
| 2014   | 天使が消えた街 The Face of an Angel                                       | メラニー                            |                |            |
| 2015   | ペーパータウン Paper Towns                                                | マーゴ・ロス・シュピーゲルマン      | 日本劇場未公開 | 田村睦心   |
| 2015   | PAN 〜ネバーランド、夢のはじまり〜 Pan                                    | 人魚                                |                | 台詞なし   |
| 2016   | キッズ・イン・ラブ Kids in Love                                           | ヴィオラ                            |                |            |
| 2016   | スーサイド・スクワッド Suicide Squad                                      | ジューン・ムーン / エンチャントレス |                | 沢城みゆき |
| 2017   | ヴァレリアン 千の惑星の救世主 Valerian and the City of a Thousand Planets | ローレリーヌ                        |                | 沢城みゆき |
| 2017   | チューリップ・フィーバー 肖像画に秘めた愛 Tulip Fever                     | ヘンリエッタ                        |                |            |
| 2018   | ロンドン・フィールズ London Fields                                        | カース・タレント                    | 日本劇場未公開 |            |
| 2018   | ハースメル Her Smell                                                      | クラッシー・キャシー                |                |            |
| 2020   | ライフ・イン・ア・イヤー 〜君と生きた時間〜 Life in a Year                | イザベル                            |                |            |

### テレビ
| 放送年    | 邦題 原題                                                              | 役名                     | 備考                                                                              | 吹き替え   |
| --------- | ---------------------------------------------------------------------- | ------------------------ | --------------------------------------------------------------------------------- | ---------- |
| 2014      | Playhouse Presents                                                     | クロエ                   | 第3シーズン第8話「Timeless」                                                      |            |
| 2019-2023 | カーニバル・ロウ Carnival Row                                          | ヴィネット・ストーンモス | メインキャスト                                                                    | 白石涼子   |
| 2019      | ランニング・ワイルド with ベア・グリルス Running Wild with Bear Grylls | 本人                     | 第5シーズン第3話「カーラ・デルヴィーニュとサルデーニャ島の山岳地帯へ」 ゲスト出演 | 沢城みゆき |
| 2019      | ル・ポールのドラァグ・レース RuPaul's Drag Race                        | 本人                     | 第11シーズン第5話「モンスター・ボール」 特別審査員                                |            |
| 2022      | マーダーズ・イン・ビルディング Only Murders in the Building            | アリス                   | メインキャスト（第2シーズン）                                                     | 斎賀みつき |